# Usina Hidrelétrica Governador Jayme Canet Júnior
A U.H. Governador Jayme Canet Júnior, anteriormente denominada U.H. Mauá, é uma usina hidrelétrica brasileira (U.H.) localizada no rio Tibagi, entre os municípios de Telêmaco Borba e Ortigueira, no estado do Paraná. Sua construção teve início no ano de 2008 e foi inaugurada em 2012.
É controlada pela Copel. É a 6ª maior hidrelétrica em potência instalada em território paranaense, ficando atrás apenas das cinco usinas localizadas no rio Iguaçu.
A partir de 9 de fevereiro de 2017, a Usina Hidrelétrica Mauá, passou a ser denominada oficialmente como Usina Hidrelétrica Governador Jayme Canet Júnior.

## Início
A região do rio Tibagi passou por uma série de estudos, como um inventário feito pela COPEL em 1984, que foi reavaliado em 1994 e ainda confirmado em 1997, para um aproveitamento hidrelétrico. Através de estudos, então elaborou-se um projeto que favorecia a implantação de uma nova usina no Estado do Paraná, mais precisamente no rio Tibagi, ao lado da Usina Hidrelétrica Presidente Vargas, na região conhecida como Mauá. No dia 7 de dezembro de 2005, o Instituto Ambiental do Paraná (IAP) emitiu licença prévia da construção da Usina Mauá.
A Agência Nacional de Energia Elétrica (Aneel) realizou em 10 de outubro de 2006 um leilão, onde o Consórcio Energético Cruzeiro do Sul arrematou a concessão de Mauá. Após muitos rumores, o IAP emitiu licença de instalação que ocorreu somente em 18 de março de 2008. Ambientalistas se opuseram contra a implantação da usina, bem como advertiram que toda a biodiversidade estaria ameaçada, comprometendo toda a flora e fauna existente naquela região, influenciando o ecossistema natural e trazendo impactos negativos para o meio ambiente e para a população ribeirinha. A igreja católica, representada por líderes religiosos e missionários, uniu-se com os demais ativistas para expressarem juntos os riscos que poderiam acarretar com a execução do projeto.
Os municípios do norte do estado, principalmente encabeçados por Londrina, também se posicionaram contra a todo tipo de intervenção no leito do rio Tibagi, tentando inúmeras vezes impedir as ações do inicio da construção, apresentando fatores como possível diminuição da qualidade da água que abastece os municípios do norte e a contaminação por metais pesados quando formar o reservatório d'água visto que existia uma mina de carvão nas redondezas. A área destas minas pertence à Klabin S.A., que explorava o carvão para abastecer as caldeiras da fábrica na fazenda Monte Alegre, que mantém em Telêmaco Borba. As minas foram desativadas em 1993 e em 1998 a Klabin apresentou projeto de recuperação da área ao Departamento Nacional de Produção Mineral (DNPM) e ao IAP em 2002. Em junho de 2002 a área foi fiscalizada pelo IAP e em dezembro de 2006 pelo DNPM. O DNPM autuou a empresa e listou uma série de recomendações. Entretanto, o auto de infração foi contestado e a multa, cancelada. Em 2007 uma empresa especializada foi contratada para realizar um diagnóstico ambiental da área e foram investidos cerca de 600 mil reais na recuperação da área. Na época a Klabin se comprometeu também em monitorar o PH, o oxigênio, a temperatura e quantidade de ferro na água do entorno da mina e do subsolo. Contudo, os dados coletados pela própria empresa sugerem que os parâmetros de qualidade da água do rio não são alterados de forma significativa pela água que escorre dos resíduos de carvão.
Após o andamento da construção e várias medidas que tentavam a paralisação, o governo alegou que as condutas ambientais adotadas estavam de acordo com a legislação. O ministério público federal, chegou a questionar falhas na liberação do licenciamento concedido.
Após a autorização da implantação da usina, pesquisadores foram designados para fazer resgates de diferentes aspectos, entre eles o arqueológico que revelou uma riqueza de materiais históricos, destacando peças, utensílios e objetos pertencentes às tribos guaranis que habitavam a região.

## Localização

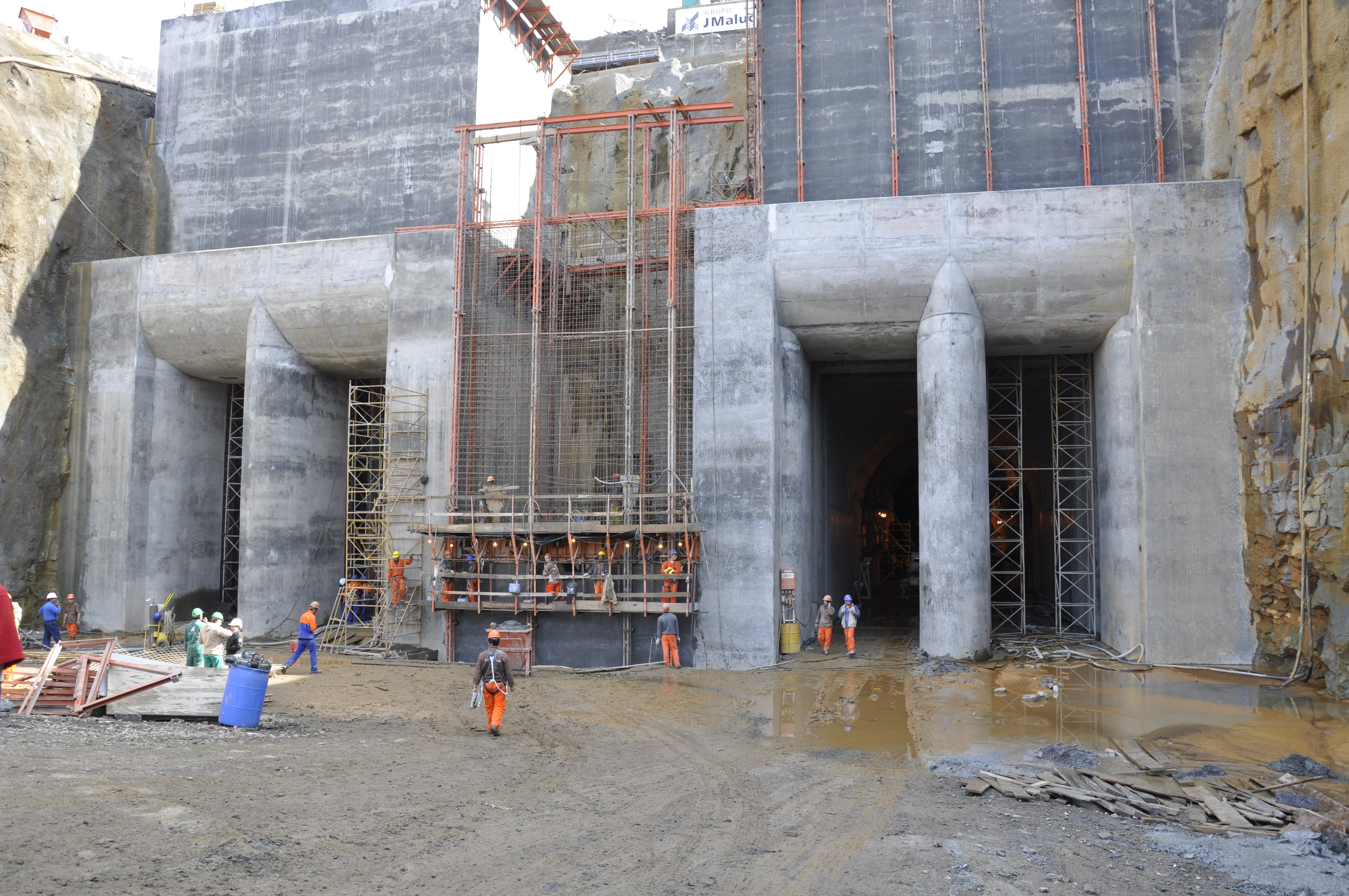
Entrada do túnel construído para desvio do rio Tibagi

Localizada no Paraná, no rio Tibagi, a usina tem a capacidade instalada de 363MW, sendo capaz de atender, até então, ao consumo de 1 milhão de pessoas. A barragem da hidrelétrica foi construída entre os municípios de Telêmaco Borba e Ortigueira. O reservatório que se formou tem cerca de 84 km² de superfície.
Localizada na região do Salto Mauá, porção média do rio Tibagi, a casa de força fica na margem direita do Tibagi, no município de Telêmaco Borba, perto à foz do ribeirão das Antas, no local conhecido como Poço Preto.

## Construção

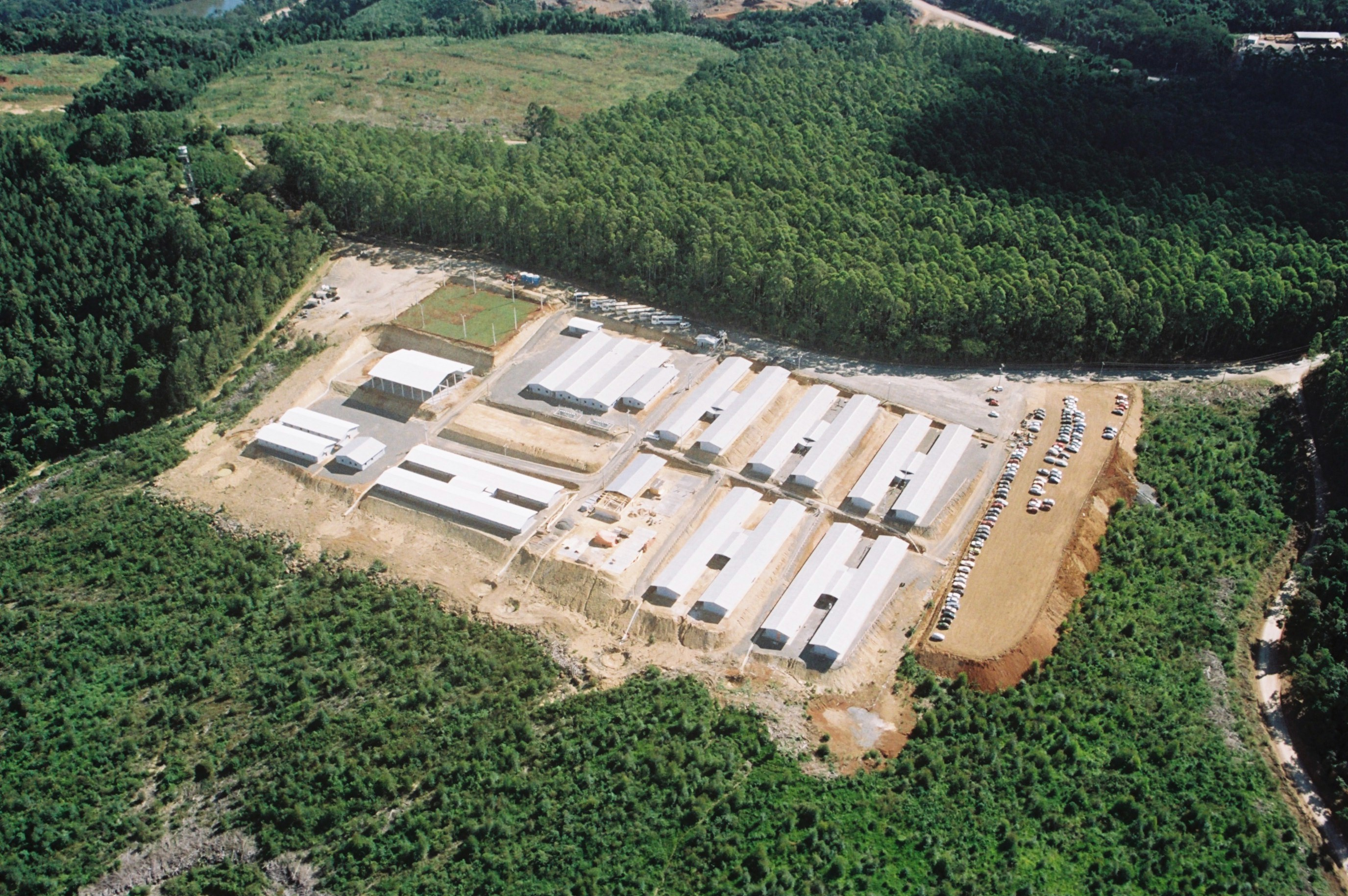
Alojamentos temporários que serviram a usina

A mobilização e início das obras civis foi efetivada somente no dia 21 de julho 2008, um atraso de quase oito meses, porque segundo o cronograma da obra, a previsão era inciar em 1º de dezembro de 2007. O início do concreto de primeiro estágio da estrutura de desvio do rio foi realizado no dia 6 de fevereiro 2009. Já o desvio do rio pelos túneis foi efetuado no dia 1º de setembro de 2009.

## Sistema de transmissão
Foram implantadas duas linhas de transmissão que adicionou ao sistema elétrico brasileiro a energia produzida em Mauá, operando na tensão de 230 mil volts. A linha até a subestação da Copel em Figueira tem 43 quilômetros de extensão, enquanto a linha até Jaguariaíva tem 108 quilômetros.
No dia 22 de julho de 2011, iniciou-se os testes das instalações de transmissão de energia, bem como a execução experimental da energização da linha que conecta as subestações Mauá e Figueira.
Entrou em operação comercial oficialmente no dia 23 de novembro de 2012, através da unidade geradora 1, abastecendo o Sistema Interligado Nacional (SIN). A unidade 1 tem 117,36 megawatts de potência e iniciou operação em regime de teste no dia 9 de novembro de 2012.

## Inauguração e operação
A inauguração da hidrelétrica ocorreu no dia 12 de dezembro de 2012. A usina possui cinco unidades geradoras, todas operando comercialmente.
Era controlada pelo Consórcio Energético Cruzeiro do Sul (CECS), com participação societária de 51% da Copel e 49% da Eletrosul.
Em dezembro de 2024, Eletrobras e Copel fizeram um descruzamento de ativos e a Copel passou a ser a única proprietária da usina.

## Impactos

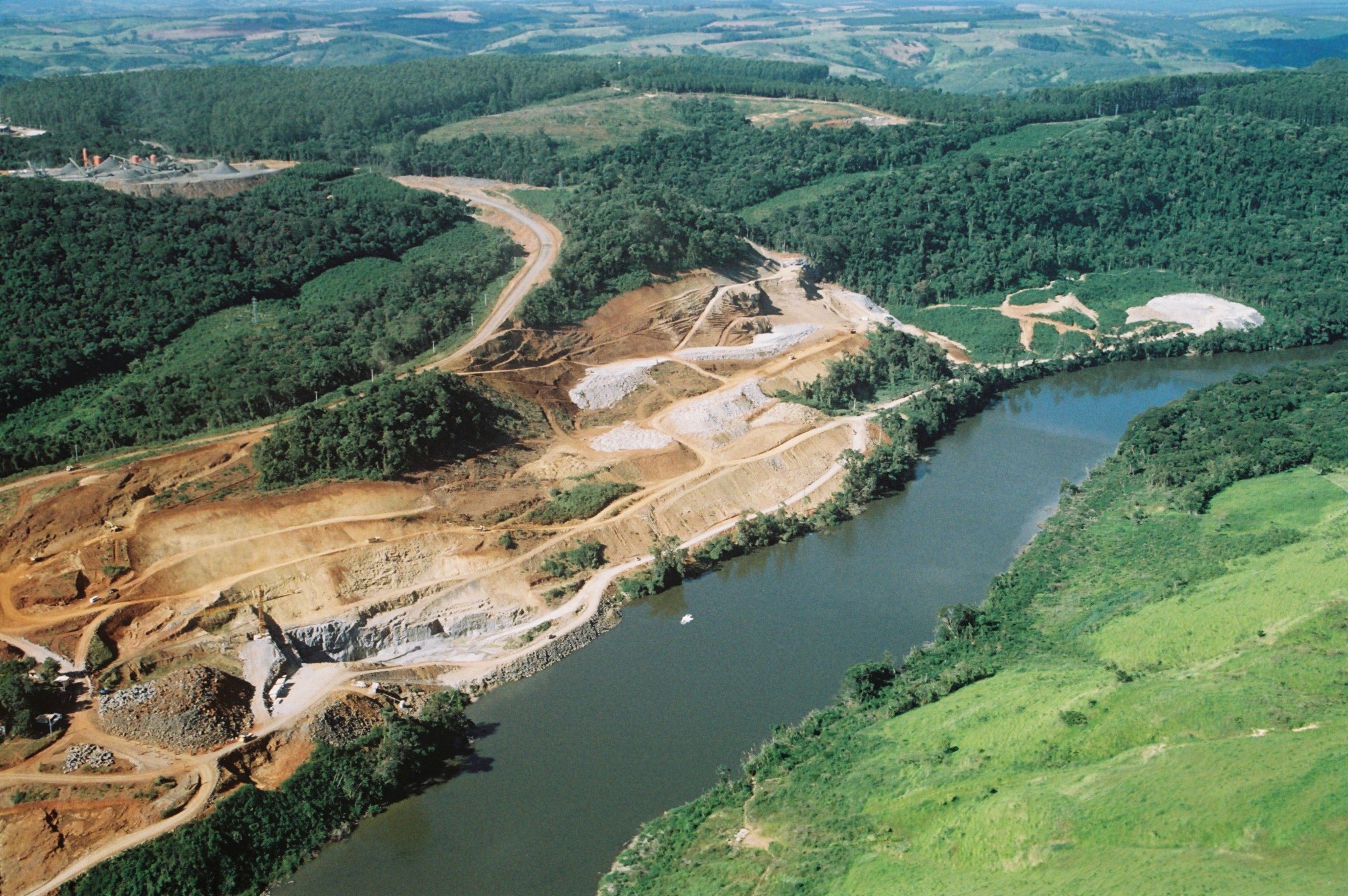
Área durante a construção da barragem da Usina Mauá

No âmbito social, afetou comunidades ribeirinhas que tiveram suas terras desapropriadas. Propriedades foram diretamente atingidas e tiveram que ser indenizadas. Próximo a barragem está localizada a aldeia indígena Tibagy-Mococa, que foi afetada indiretamente, apesar de não ter suas áreas alagadas, os índios circulam pela região e usufruem dos recursos naturais. Inicialmente, a prefeitura de Telêmaco Borba acreditava que apenas uma propriedade seria atingida pela inundação ocasionada pela construção da barragem, entretanto, após novos levantamentos, inicialmente o número de famílias que perderiam o direito da terra onde viviam passou para 56. Contudo, em toda a extensão da área que estava prevista para receber a usina, o número passou a ser cogitado em 376 famílias, representando um total de 1 625 pessoas. Em resposta, o consórcio alegou na época que, com a os impactos ambientais e sociais da obra, os custos seriam maiores do que os previstos, por isso atingiriam um número maior de pessoas em relação aos estudos preliminares de 2007. Não obstante, o empreendimento atingiu diretamente cerca de 436 famílias, sendo que dessas cerca de 174 tiveram que ser efetivamente remanejadas para outra área.
Em relação aos impactos culturais, muitos vestígios e artefatos antropológicos foram possivelmente atingidos. Um trabalho de resgate de materiais culturais foi realizado antes do alagamento. A região foi palco de uma diversidade étnico-indígenas, jesuítas, bandeirantes, tropeiros, porcadeiros e exploradores que desbravaram o Paraná e ajudaram a formar o perfil social do povo paranaense. No âmbito econômico, entre os principais impactos, está a paralisação das atividades mineradoras na região do rio Tibagi e afluentes. As terras, que foram alagadas com a formação do lago devido a construção da barragem, perderam seu aproveitamento econômico, principalmente no que se refere ao aproveitamento mineral, além de áreas agriculturáveis, destinadas para lavoura e silvicultura.
Em relação aos impactos ambientais, esses também foram observados, como a alteração do ecossistema local, transformando o rio com corredeiras e saltos, em um lago artificial, comprometendo a vida aquática original e os fluxos naturais biológicos, edafológicos, físico-químicos e microclimáticos. Também foi realizado o desmatamento das áreas que provavelmente iriam ser atingidas pela cheia das águas. Foi realizado o corte e remoção da vegetação local, para diminuir o processo de decomposição da matéria orgânica, que pode levar a eutrofização, causar um efeito-reação que comprometeria ainda mais a qualidade da água e as instalações da hidrelétrica.

## Galeria

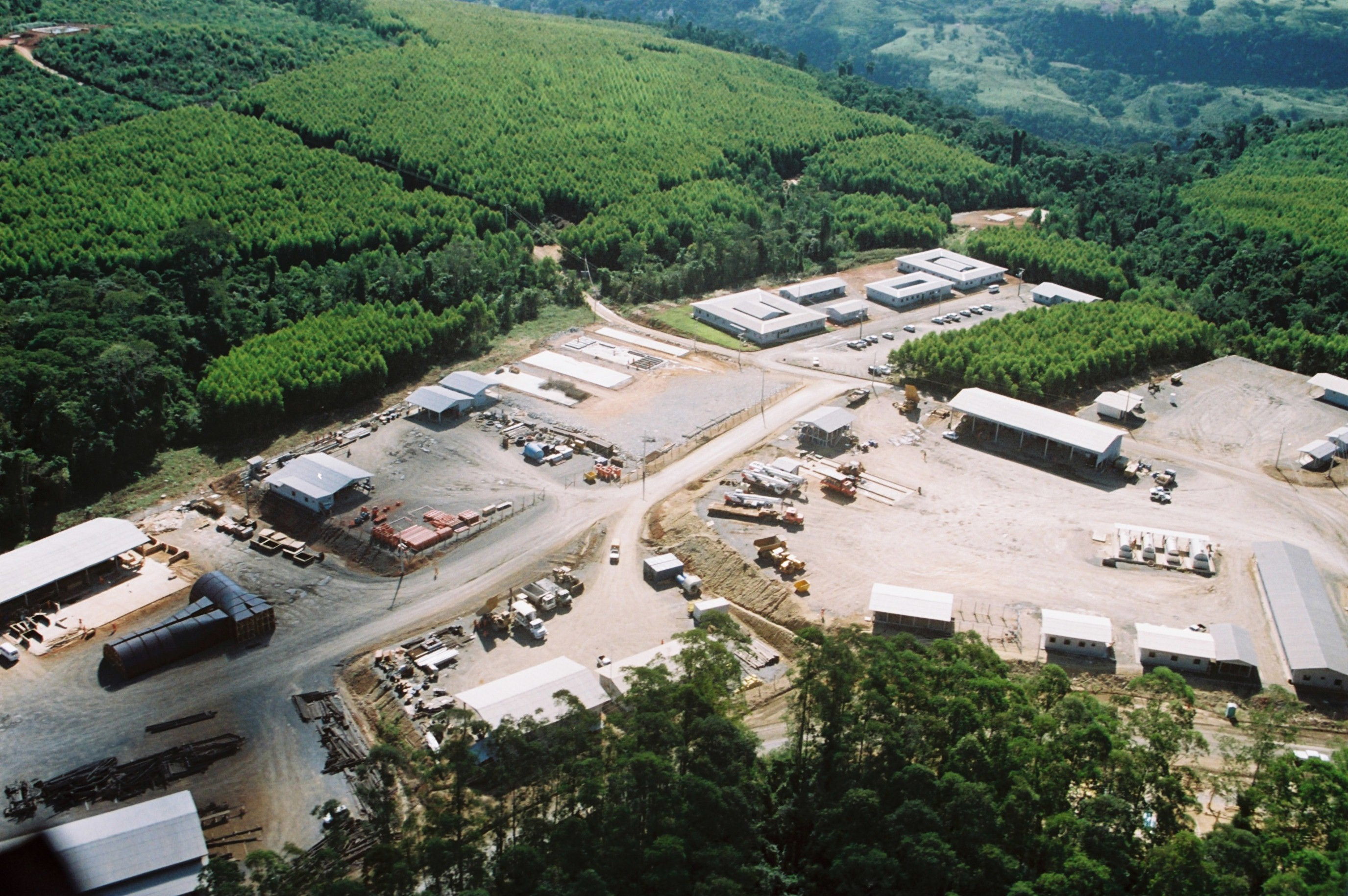
Escritórios da Usina Mauá
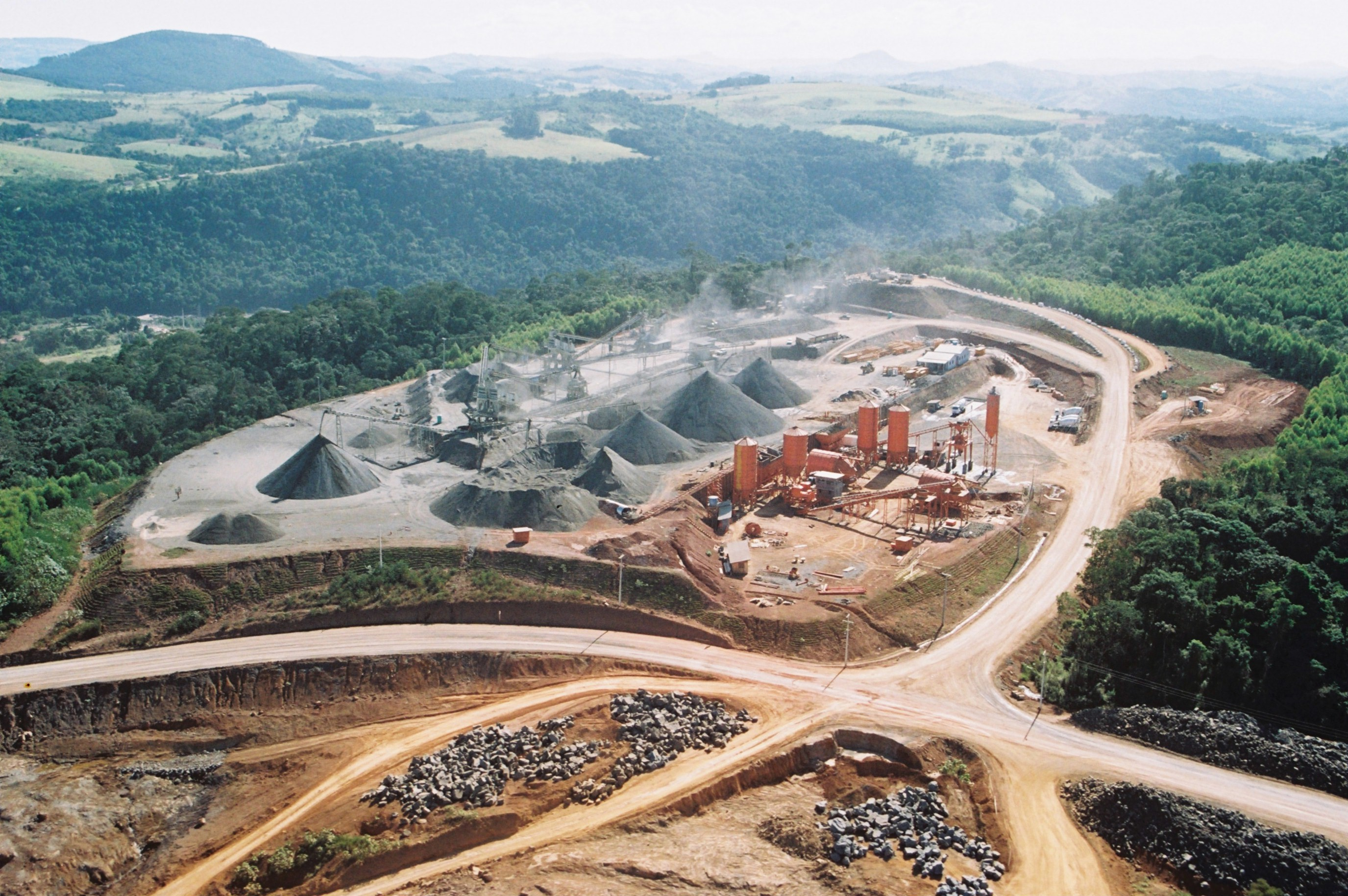
Central de concreto da construção da Usina Mauá
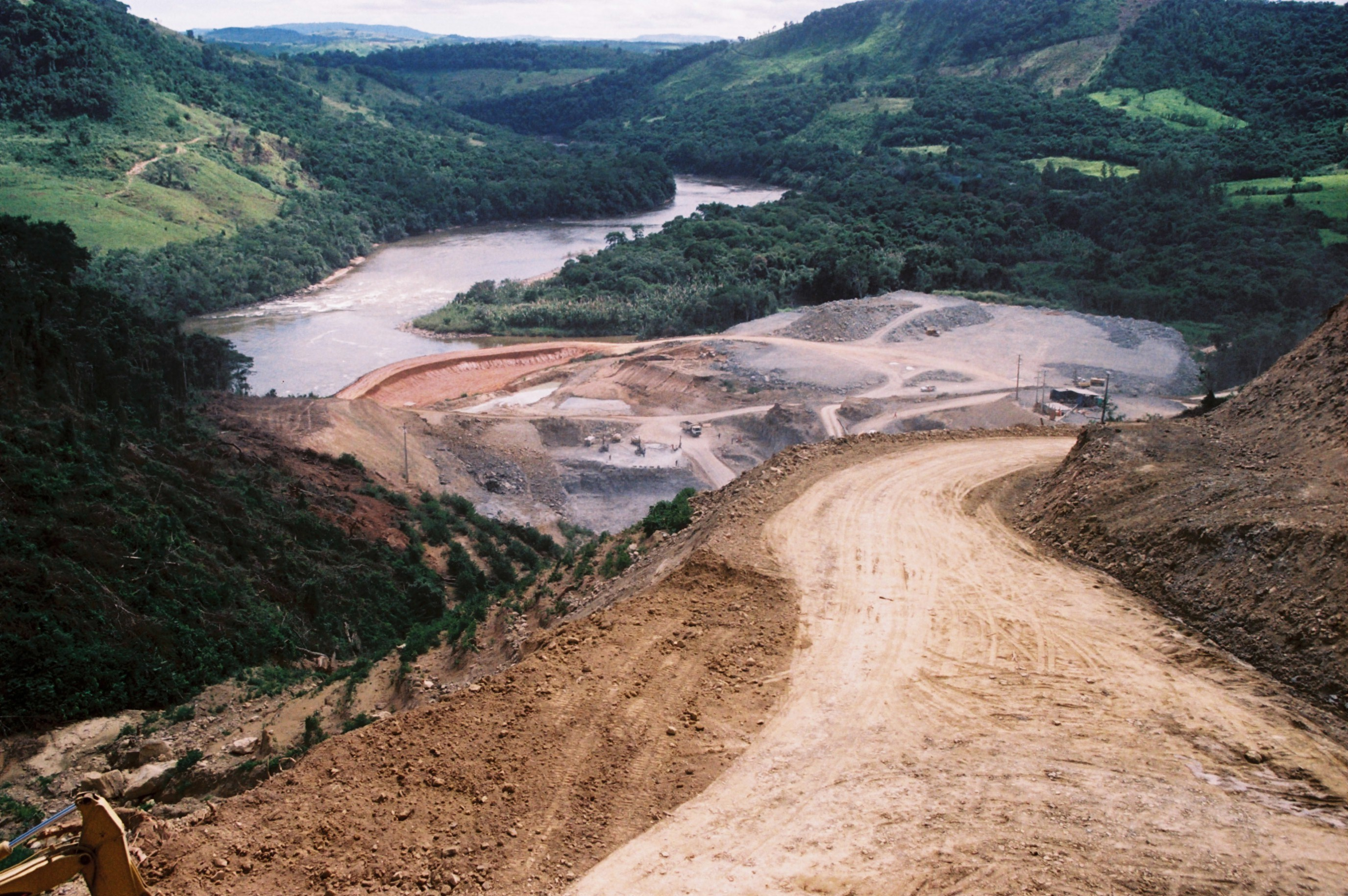
Área da futura casa de forças da usina
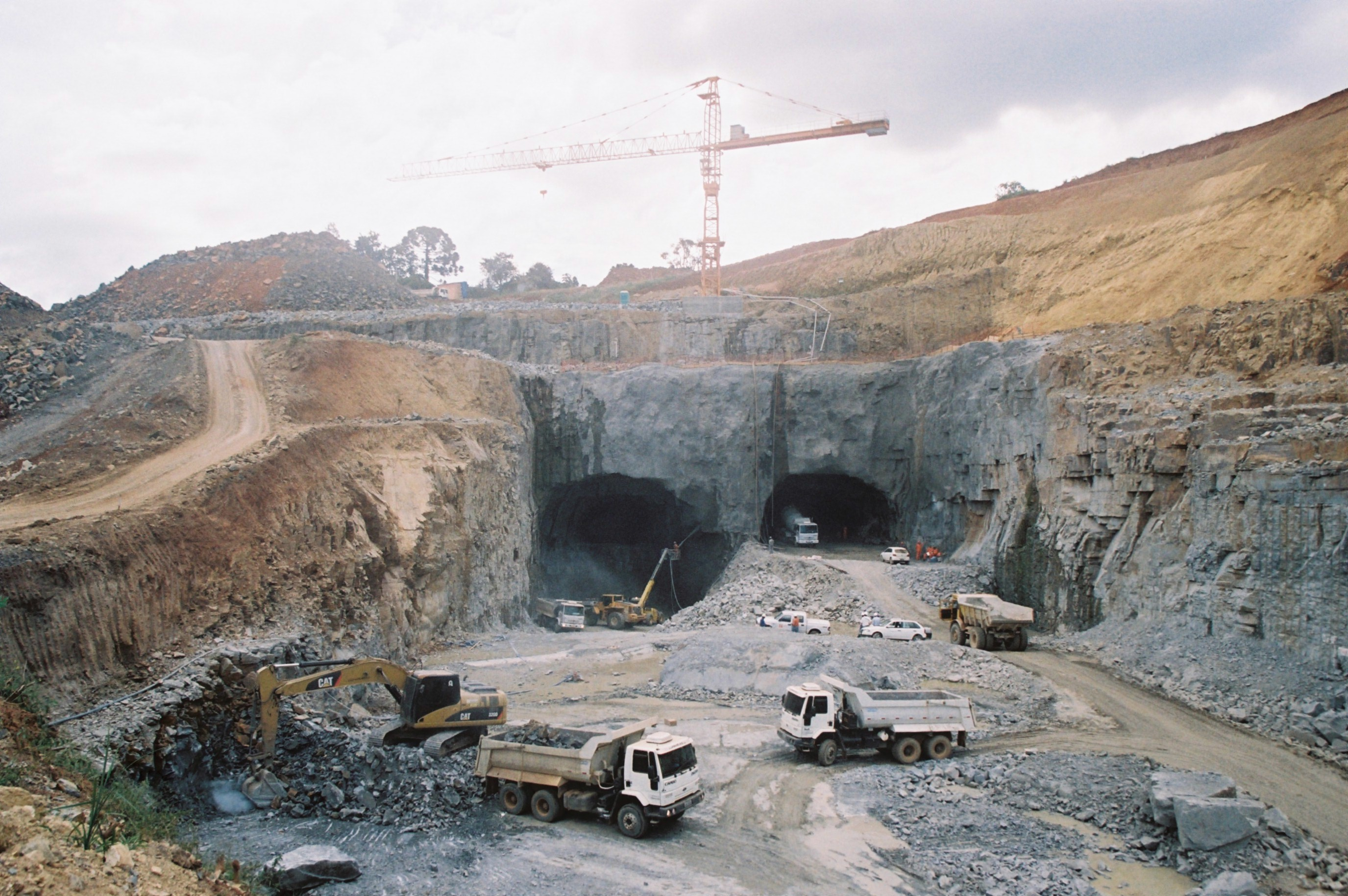
Túnel de desvio do rio Tibagi
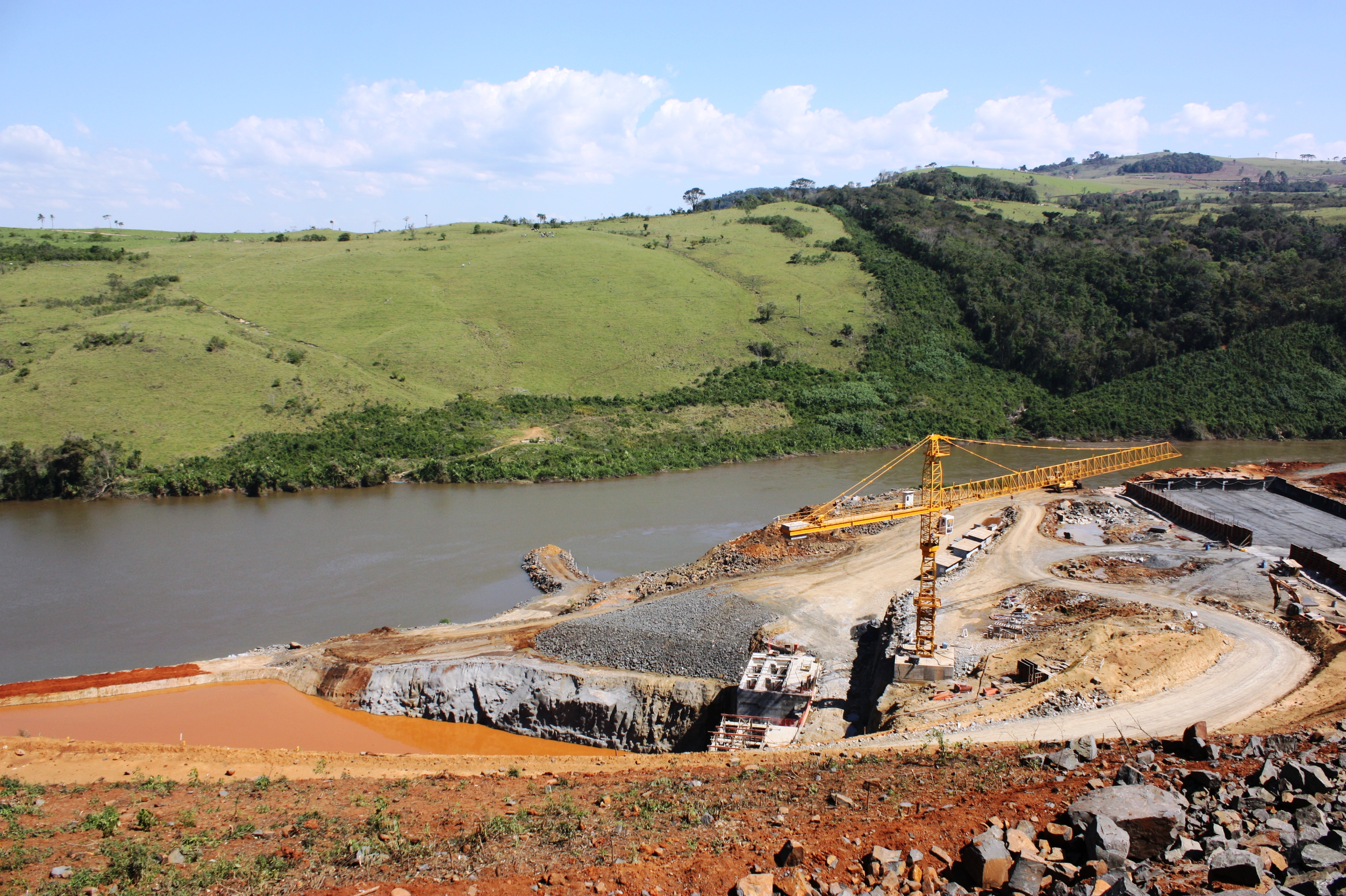
Vista da Usina Mauá em construção
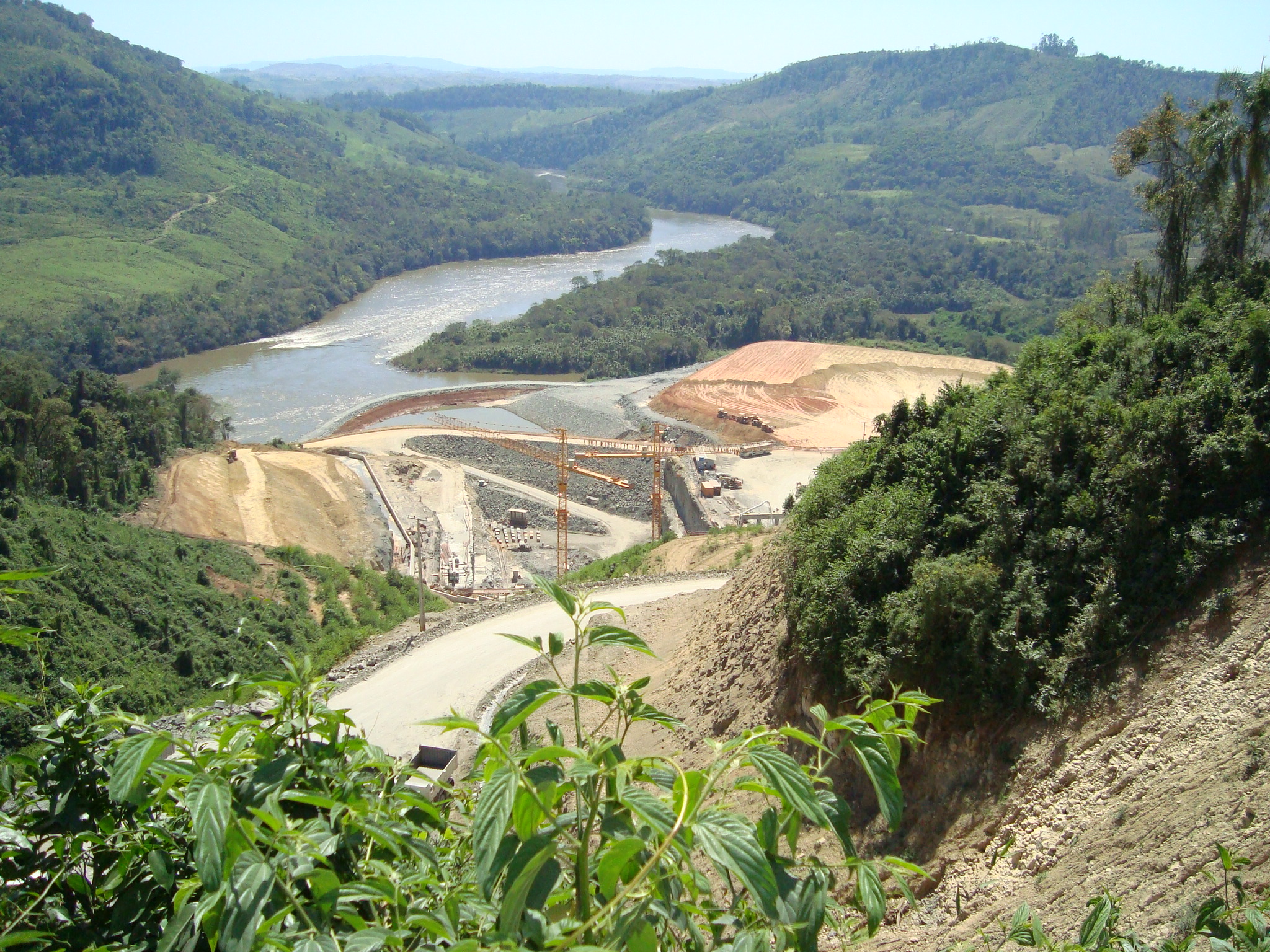
Usina Mauá em construção às margens do rio Tibagi